# C'è tutto un mondo intorno (album)
C'è tutto un mondo intorno è la quarta raccolta dei Matia Bazar, pubblicata dall'etichetta discografica CGD nella serie economica MusicA su LP (catalogo LSM 1269) e cassetta (35 LSM 1269) nel 1980, su CD (CDLSM 100062) nel 1989.

## Descrizione
Ha copertina marrone/beige ed è la terza di 3 raccolte, le altre sono Stasera che sera e Solo tu (unica presente sulla discografia del sito ufficiale), che contengono ristampe dei brani di maggior successo della produzione discografica del gruppo nel periodo 1975-1980, già editi dalla Ariston Records.
Nessun inedito, né singolo estratto.

## Tracce
L'anno indicato è quello di pubblicazione dell'album che contiene il brano.
Lato A
1. C'è tutto un mondo intorno – 4:22 (testo: Giancarlo Golzi, Aldo Stellita – musica: Antonella Ruggiero, Piero Cassano, Carlo Marrale) – 1979
2. Italian sinfonia – 4:12 (testo: Giancarlo Golzi, Aldo Stellita – musica: Antonella Ruggiero, Piero Cassano, Carlo Marrale) – 1980
3. Il tempo del sole – 4:36 (testo: Giancarlo Golzi, Aldo Stellita – musica: Antonella Ruggiero, Piero Cassano, Carlo Marrale) – 1980
4. Ti conosco bene – 0:08 (testo: Aldo Stellita – musica: Piero Cassano) – 1980
5. Guarda un po' – 3:00 (testo: Giancarlo Golzi, Aldo Stellita – musica: Antonella Ruggiero, Piero Cassano, Carlo Marrale) – 1978

Lato B
1. Tu semplicità – 4:14 (testo: Giancarlo Golzi, Aldo Stellita – musica: Antonella Ruggiero, Piero Cassano, Carlo Marrale) – 1978
2. Accipicchia che nostalgia – 3:36 (testo: Giancarlo Golzi, Aldo Stellita – musica: Antonella Ruggiero, Piero Cassano, Carlo Marrale) – 1978
3. È così – 3:35 (testo: Giancarlo Golzi, Aldo Stellita – musica: Antonella Ruggiero, Piero Cassano, Carlo Marrale) – 1978
4. Non mi fermare – 5:20 (testo: Aldo Stellita – musica: Piero Cassano) – 1980
5. Limericks – 3:44 (testo: Cino Tortorella, Davide Rampello, Aldo Stellita – musica: Piero Cassano, Carlo Marrale) – 1976

## Formazione
- Antonella Ruggiero - voce solista, percussioni
- Piero Cassano - tastiere, voce
- Carlo Marrale - chitarre, voce
- Aldo Stellita - basso
- Giancarlo Golzi - batteria